# ARM Cortex-A35
 (décembre 2016).
L'ARM Cortex-A35 est une version très basse consommation du processeur d'architecture ARM 64 bits ARMv8. Il a la particularité de pouvoir fonctionner aussi bien en 32 bits qu'en 64 bits, lui permettant de bénéficier des avantages des deux modes.
Au même moment est annoncé l'ARM Cortex-A32, qui ne fonctionne qu'en 32 bits.
Il est notamment utilisé par les Fuzhou Rockchip RK3308 tandis-que le NPU RK1808 est prévu pour fonctionner en tandem avec celui-ci.